# Pénuries liées à la pandémie de Covid-19
Wikipédia ne donne pas de conseils médicaux ou sanitaires. Cet article est susceptible de contenir des informations obsolètes ou inexactes. Seul un professionnel de la santé est apte à vous fournir un avis médical, et seules les autorités sanitaires de votre pays sont compétentes pour donner des consignes de santé publique relatives à la pandémie de Covid-19.

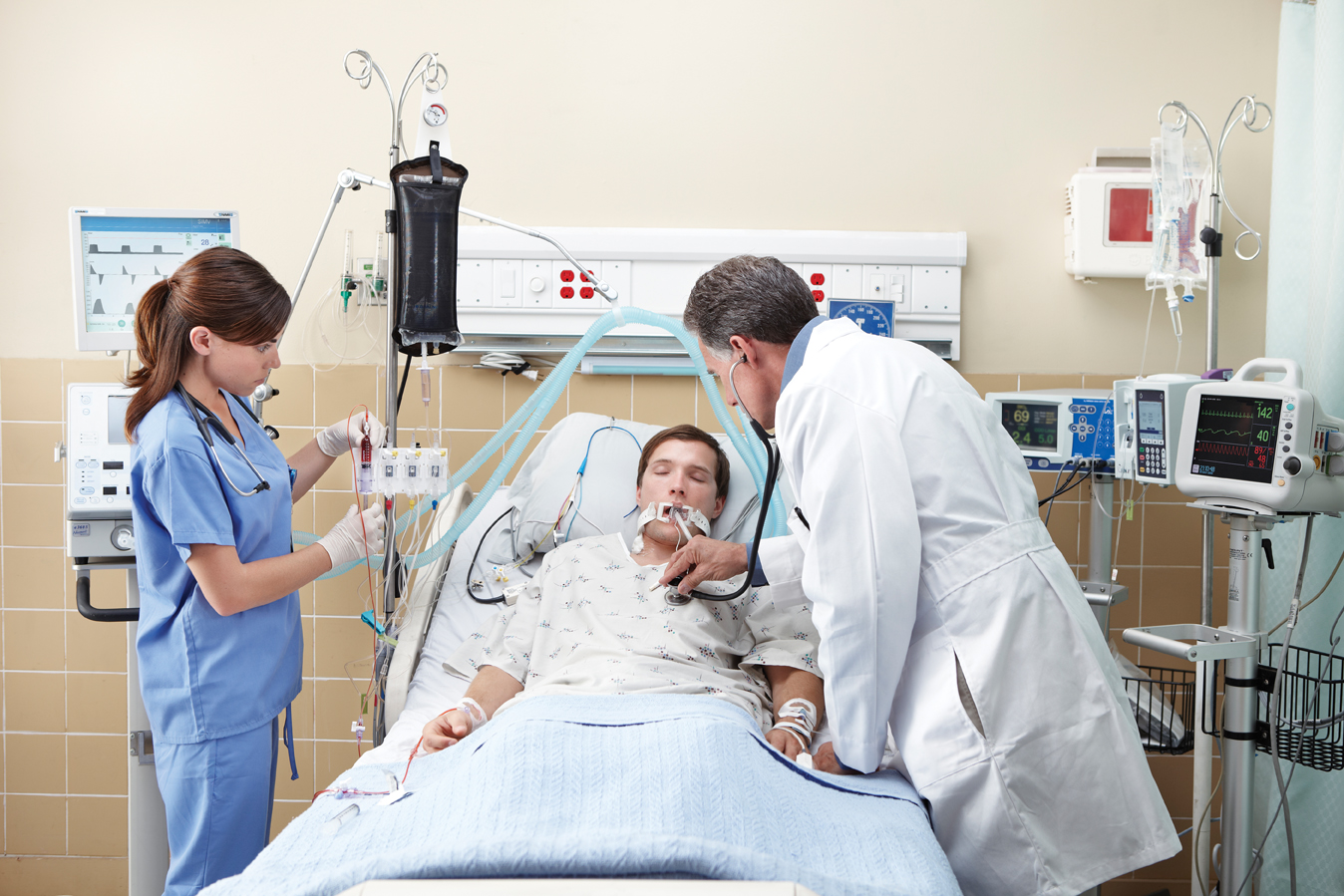
Un patient dans un lit d'hôpital équipé d'une ventilation mécanique, entouré de cliniciens dans une unité de soins intensifs. Le manque de ventilation mécanique augmente la probabilité de décès d'un patient COVID-19.

La pénurie de matériel médical et de professionnels de santé causés par la pandémie de coronavirus de 2019-2020 est rapidement devenue un problème majeur de la pandémie. La question de la pénurie liée à une pandémie a été étudiée dans le passé et a été documentée lors d'événements récents.
Sur le plan médical, les pénuries d'équipements de protection individuelle tels que masques médicaux, gants, écrans faciaux, équipement et les produits de désinfection sont également associées à une pénurie de matériel tels que les lits d'hôpitaux, des respirateurs d'oxygénothérapie, les ventilateurs et les appareils ECMO (extracorporeal membrane oxygenation, en français : oxygénation par membrane extracorporelle).
Les ressources humaines, en particulier en termes de personnel médical, peuvent être réduites par la contamination de la maladie voire la mortalité.
Les pays sont équipés différemment pour faire face à la pandémie. Dans certains pays, diverses mesures d'urgence ont été prises pour augmenter les niveaux d'équipement par de nouveaux achats, des appels aux dons, des appels aux fabricants 3D locaux, des appels aux personnels bénévoles, au tirage obligatoire et à la saisie de stocks de particuliers, de collectivités publiques et d'entreprises.
Les guerres d'enchères entre différents pays et états sur ces articles ont été signalées comme un problème majeur avec des augmentations de prix, des saisies par des gouvernements locaux ou des commandes annulées par la société de vente pour être redirigées vers un meilleur enchérisseur. Dans certains cas, des professionnels de santé ont reçu l'ordre de ne pas parler de ces pénuries de ressources.
Dans certains pays développés où les besoins en services de soins critiques ont été jusqu'à 50 fois supérieurs à la capacité des lits et des ventilateurs en services de soins critiques (en) (soins intensifs et réanimation), les autorités responsables de la santé publique ont encouragé à aplatir la courbe épidémique par la distanciation sociale et l'obligation du port du masque voire jusqu'au confinement.
En outre, il existe un besoin impérieux à augmenter la capacité des soins de santé malgré les pénuries.

## Contexte historique

### Histoire
Dans les années 2000, la pandémie de grippe porcine de 2009 avait entraîné des réactions anti-pandémiques rapides dans les pays occidentaux. La pandémie du virus H1N1/09 (en), avec des symptômes bénins et une faible létalité, avait conduit à une réactivité excessive du secteur public par des dépenses et un coût élevé du vaccin contre la grippe 2009. Au cours des années suivantes, les stocks stratégiques nationaux de matériel médical n'ont pas été systématiquement renouvelés.
En France, l'achat de masques H1N1 pour 382 millions d'euros avait été largement critiqué,. Par conséquent, en 2011, les autorités sanitaires françaises ont décidé de ne pas réapprovisionner leurs stocks, de réduire les coûts d'acquisition et de stockage, de s'appuyer davantage sur les approvisionnements chinois avec la logistique du juste à temps, et de répartir la responsabilité entre les entreprises privées sur une base facultative.
Le stock stratégique français est passé au cours de cette période d'un milliard de masques chirurgicaux et 600 millions de masques FFP2 en 2010 à 150 millions masques chirurgicaux et zéro FFP2 début 2020.
La même approche a été adoptée aux États-Unis. Le stock de masques du Strategic National Stockpile (en) des États-Unis utilisé contre la pandémie de grippe de 2009 n'a pas été reconstitué, ni par l'administration Obama ni par l'administration Trump.
Selon un rapport du New York Times, des agents russes ont passé des décennies à démystifier toute crainte de santé publique pour accroître la méfiance envers la politique de santé du gouvernement fédéral des États-Unis, mais aussi pour nuire à la science américaine. Ces efforts ont été liés à une baisse du soutien aux programmes de santé publique, à la propagation des peurs anti-vaccins et à une moindre préparation à la pandémie mondiale.
Plusieurs initiatives publiques (OMS, Banque mondiale, Global Preparedness Monitoring Board) et privées ont sensibilisé aux menaces de pandémie et aux besoins d'une meilleure préparation. Les oppositions internationales et le manque de collaboration appropriée ont limité la préparation. Le projet de préparation de l'OMS à une pandémie de grippe avait un budget de 39 millions de dollars US$ sur deux ans, sur un budget de l'OMS de 2020-2021 de 4,8 milliard US $. Bien que l'OMS formule des recommandations, il n'existe aucun mécanisme durable pour évaluer la préparation des pays aux épidémies et leurs capacités de réaction rapide.
Selon l'économiste international Roland Rajah, bien qu'il existe des lignes directrices, l'action locale dépend de la gouvernance locale. Andy Xie, écrivant dans le South China Morning Post, a fait valoir que les élites dirigeantes, obsédées par les paramètres économiques, n'avaient pas préparé leurs communautés aux risques de pandémie bien connus.
Les systèmes fiscaux du début du XXIe siècle, en favorisant les plus grandes sociétés ayant des pratiques anticoncurrentielles et des taux d'investissement plus faibles dans l'innovation et la production, ont favorisé les entreprises et les bénéfices des entreprises, augmentant le risque de pénurie et affaiblissant la capacité de la société à répondre à une pandémie.
Les premières flambées au Hubei, en Italie et en Espagne ont montré que les systèmes de santé de plusieurs pays riches étaient débordés. Dans les pays en développement où l'infrastructure médicale est plus faible, l'équipement pour les lits de soins critiques (en) et d'autres besoins médicaux, des pénuries devraient survenir plus tôt.

### Aujourd'hui
Les premiers signes et avertissements étaient dus à une pneumonie virale anormale de cause inconnue en décembre 2019,. Ce mois-là, Taïwan a envoyé plusieurs de ses médecins du Centre de contrôle des maladies à Wuhan pour inspecter la situation locale. Après la confirmation d'une crise émergente et dès le 31 décembre 2019, Taïwan a commencé à mettre en œuvre des mesures non pharmaceutiques (en) telles que les contrôles de température des voyageurs, le suivi GPS, la connexion de l'historique des voyages des 15 derniers jours à sa base de données nationale de soins de santé taïwanais (en), la fermeture les lignes de transport vers et depuis Wuhan et le stockage d'équipements de protection individuelle tels que les masques médicaux. Malgré avoir été bien informé et loué pour son confinement du virus, Taiwan n'a pas pu peser dans les réactions de l'Organisation mondiale de la santé en raison de la politique de longue date de la Chine continentale d'empêcher Taiwan de rejoindre les organisations de santé mondiales.
L'Allemagne, un autre modèle dans la crise, a également été touchée dès janvier 2020.
Aux USA, la réponse du gouvernement fédéral américain est restée passive pendant 2 mois, sans amorcer de changements dans son stock stratégique national (en) de fournitures médicales.
En 2019, le Global Preparedness Monitoring Board a signalé que le fonds d'urgence de l'OMS en cas de pandémie était toujours épuisé en raison de l'épidémie d'Ebola au Kivu en 2018-2019. Le populisme, le nationalisme et le protectionnisme affectent la géopolitique, mettant notamment les deux grandes économies sur la voie de l'affrontement, laissant un vide de leadership sur la scène mondiale.
Au début de 2020, les comptes et les médias liés aux services secrets russes ont activement diffusé des informations erronées sur la pandémie de 2020 pour affaiblir la confiance dans le gouvernement américain.
Alors que l'épidémie de Wuhan s'est propagée en janvier 2020, la Chine a commencé à bloquer les exportations de masques N95, de chaussons, de gants et d'autres fournitures produites par les usines sur son territoire, selon un haut responsable de la Maison Blanche. Cela a créé un effondrement imprévu de l'offre pour la plupart des autres pays qui en dépendent.

## Tests
La pénurie des tests de dépistage est un élément clé qui empêche les autorités de mesurer l'étendue réelle de la propagation actuelle de l'épidémie. Les stratégies de tests anticipées et massives de l'Allemagne et de la Corée du Sud ont contribué à réduire le taux de mortalité. L'Allemagne a commencé à produire et à stocker des tests COVID-19 dès janvier 2020.

### Tests diagnostiques

#### Réactifs
En Irlande et au Royaume-Uni, de fin mars à début avril, la pénurie de réactifs a limité le nombre de tests. En mars, des quantités insuffisantes de réactifs sont devenues un goulot d'étranglement pour les tests massifs dans l'UE, au Royaume-Uni et aux États-Unis,. Cela a conduit certains auteurs à explorer des protocoles de préparation d'échantillons qui impliquent de chauffer des échantillons à 98 °C pendant 5 minutes pour libérer les génomes d'ARN pour des tests supplémentaires,.
Au Royaume-Uni, le 1er avril, le gouvernement a confirmé qu'un total de 2 000 membres du personnel du NHS avaient été testés pour le coronavirus depuis le début de l'épidémie, mais le ministre du Cabinet Michael Gove a déclaré qu'une pénurie de produits chimiques nécessaires pour le test signifiait qu'il n'était pas possible de dépister le 1,2 million de professionnels de santé du NHS. La déclaration de Gove a été contredite par la Chemical Industries Association (en), qui a déclaré qu'il n'y avait pas de pénurie de produits chimiques et que lors d'une réunion avec un ministre des affaires la semaine précédente, le gouvernement n'avait pas tenté de connaître les problèmes d'approvisionnement potentiels.

#### Écouvillons
Une pénurie redoutée d'écouvillons en Islande a été évitée lorsque des stocks ont été découverts pour combler l'écart jusqu'à ce que d'autres arrivent de Chine.
Des pénuries sont survenues aux États-Unis, bien qu'un fabricant ait augmenté sa production à 1 million d'écouvillons par jour. Des pénuries sont également apparues au Royaume-Uni, mais ont été résolues au 2 avril.

## Équipement de protection individuelle

### Généralités
Bien que la grande majorité de l'EPI (Équipement de protection individuelle) soit produite en Chine, les approvisionnements intérieurs étaient insuffisants. Le gouvernement chinois a pris le contrôle des stocks des entreprises étrangères dont les usines produisaient ces produits. Medicon, dont les trois usines produisaient de telles fournitures en Chine, a vu ses stocks saisis par le gouvernement dirigé par le parti communiste. Les chiffres des douanes chinoises montrent que quelque 2,46 milliards de pièces de matériel de prévention et de contrôle des épidémies ont été importées entre le 24 janvier et le 29 février, dont 2,02 milliards de masques et 25,38 millions de vêtements de protection d'une valeur de 8,2 milliards de yuans (1 milliard de dollars).
La presse a indiqué que le China Poly Group, conjointement avec d'autres sociétés chinoises et des entreprises d'État, avait un rôle important à jouer dans les marchés étrangers pour acheter des fournitures et des équipements médicaux essentiels pour la Chine.
La société immobilière chinoise Risland (en) (anciennement Country Garden) a acheté 82 tonnes de fournitures, qui ont ensuite été acheminées par avion à Wuhan.
Une seconde société immobilière chinoise, Greenland Holdings (en), a également acheté en gros des fournitures médicales telles que des masques chirurgicaux, des thermomètres, des lingettes antibactériennes, des désinfectants pour les mains, des gants et du paracétomol qui ont été expédiées en Chine.
Les achats massifs de fournitures en gros et au détail par les entreprises chinoises pour aider leurs compatriotes à rentrer chez eux ont contribué à la pénurie de produits dans les pays occidentaux où ces entreprises chinoises opèrent,. Le 24 mars, le Premier ministre australien Scott Morrison a annoncé des restrictions à ces activités,.
Étant donné que l'offre mondiale d'EPI est insuffisante, et à la suite de ces mesures chinoises, l'Organisation mondiale de la santé (OMS) a recommandé en février 2020 de minimiser le besoin d'EPI par plusieurs mesures :
- la télémédecine ;
- les barrières physiques, telles que fenêtres transparentes ;
- autoriser uniquement les personnes impliquées dans les soins directs à entrer dans une chambre avec un patient COVID-19 ;
- utiliser uniquement l'EPI nécessaire à la tâche spécifique ;
- l'utilisation continue du même respirateur sans le retirer tout en soignant plusieurs patients avec le même diagnostic ;
- surveiller et coordonner la chaîne d'approvisionnement des EPI ;
- décourager l'utilisation de masques pour les personnes asymptomatiques.

Fin mars-début avril 2020, alors que les pays occidentaux étaient à leur tour dépendants de la Chine pour la fourniture de masques et d'autres équipements, les politiciens européens, par exemple le diplomate en chef de l'UE, Josep Borrell, ont accusé la Chine d'un jeu de puissance douce pour influencer l'opinion mondiale.
De plus, certaines des fournitures envoyées en Espagne, en Turquie et aux Pays-Bas ont été rejetées comme étant défectueuses. Le ministère néerlandais de la Santé a rappelé le 21 mars 600 000 masques faciaux d'un fournisseur chinois qui ne convenaient pas correctement et dont les filtres ne fonctionnaient pas comme prévu bien qu'ils aient un certificat de qualité,.
Le gouvernement espagnol a découvert que 60 000 des 340 000 kits de test d'un fabricant chinois n'avaient pas testé avec précision le COVID-19.
Le ministère chinois des Affaires étrangères a répondu que le client devrait « revérifier les instructions pour s'assurer que vous avez commandé, payé et reçu les bons masques. N'utilisez pas de masques non chirurgicaux à des fins chirurgicales. »
En avril 2020, des études ont révélé qu'un pourcentage important de personnes atteintes de coronavirus étaient asymptomatiques, permettant au virus de se propager sans être détecté. Par conséquent, le CDC a recommandé « de porter des couvre-visage en tissu dans les lieux publics où d'autres mesures de distanciation sociale sont difficiles à maintenir ».

### Produits de désinfection
Le désinfectant pour les mains était en grande partie en rupture de stock dans de nombreuses régions,, provoquant des hausses de prix (en).

### Équipement de protection
Aux États-Unis, certaines infirmières d'un hôpital de New York ont eu recours au port de sacs poubelle comme alternative aux vêtements de protection indisponibles.
Compte tenu de la pénurie d'équipements de protection traditionnels, les petites entreprises à travers les États-Unis se sont rééquipées pour produire des dispositifs de protection de fortune, souvent créés grâce à des initiatives de conception open source dans lesquelles les fabricants font don de l'équipement aux hôpitaux.
Un exemple est le COVID-19 Intubation Safety Box, utilisé pour la première fois par les hôpitaux de Taïwan, qui est un cube en acrylique placé sur le torse d'un patient infecté, avec des ouvertures qui permettent l'intubation et l'extubation du ventilateur tout en minimisant le risque de gouttelettes contaminées pour les professionnels de la santé.

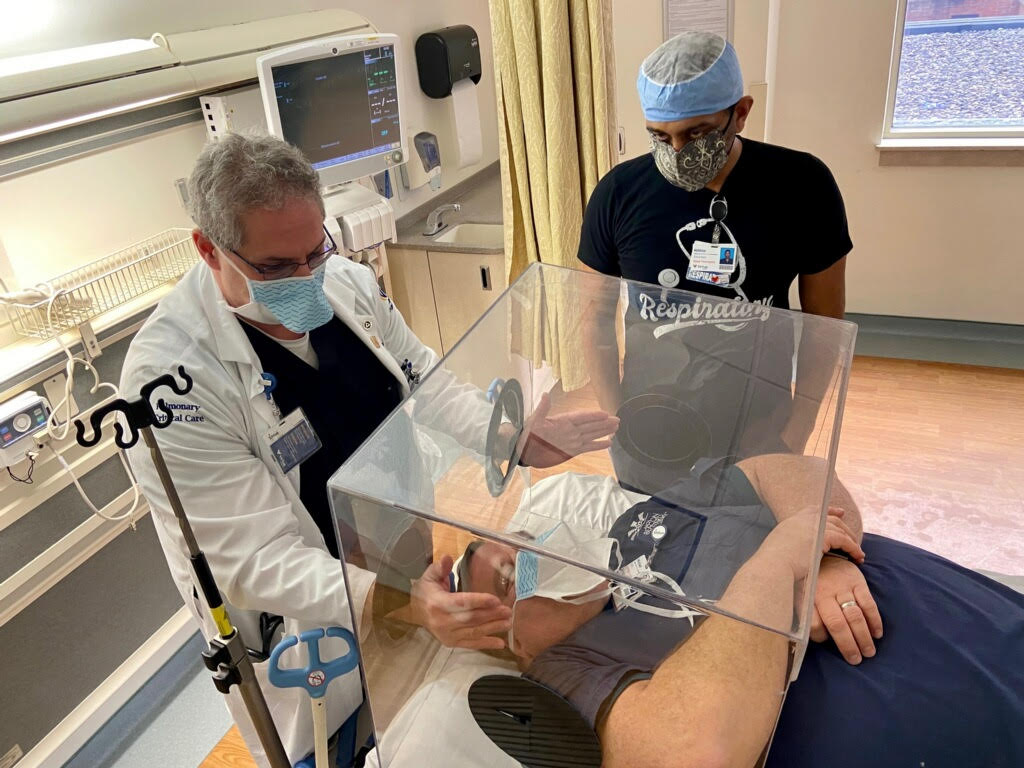
Boîte en plexiglas pour dépister les patients pendant l'intubation.

### Masques faciaux

#### Première épidémie en Chine

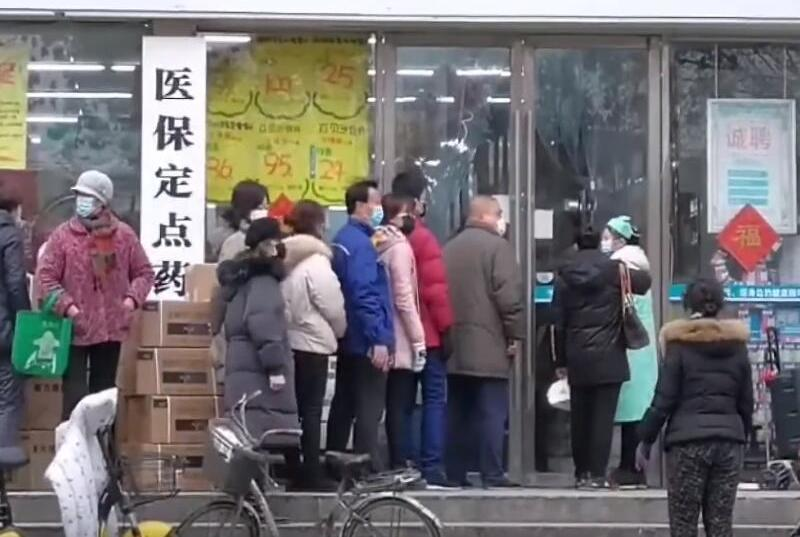
Des gens de Wuhan font la queue devant un magasin pour acheter des fournitures médicales.

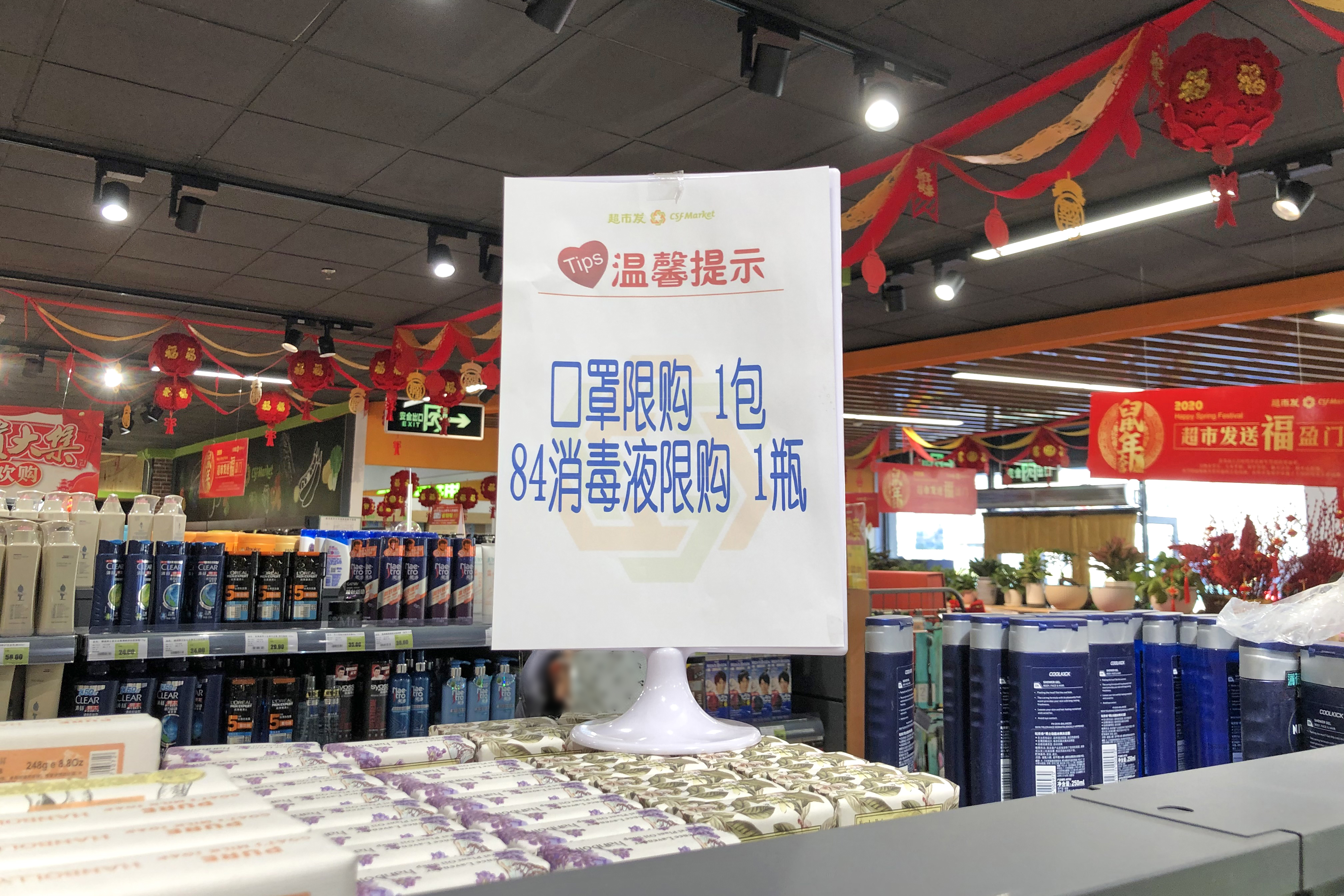
Supermarché à Pékin, imposant des limites d'achat quotidiennes sur les masques chirurgicaux et le liquide désinfectant.

Alors que l'épidémie s'accélérait, le marché continental a connu une pénurie de masques faciaux en raison de l'augmentation de la demande du public.
À Shanghai, les clients ont dû faire la queue pendant près d'une heure pour acheter un pack de masques faciaux; les stocks ont été vendus dans une autre demi-heure.
La thésaurisation et la hausse des prix ont fait grimper les prix, de sorte que le régulateur du marché a déclaré qu'il sévirait contre de tels actes,.
En janvier 2020, des contrôles de prix ont été imposés sur tous les masques faciaux de Taobao et Tmall. D'autres plates-formes de commerce électronique chinois - JD.com Suning.com, Pinduoduo - ont fait de même; les fournisseurs tiers sont soumis à des prix plafonds et les contrevenants passibles de sanctions.

#### Stocks nationaux et pénuries
En 2006, aux États-Unis, 156 millions de masques ont été ajoutés au stock stratégique national (en) en prévision d'une pandémie de grippe. Après leur utilisation contre la pandémie de grippe de 2009, ni l'administration Obama ni l'administration Trump n'ont renouvelé les stocks. Le 1er avril, le stock stratégique national (en) des États-Unis était presque vidé.
En France, en 2009, les dépenses liées au H1N1 2009 ont atteint 382 millions d'euros, principalement en fournitures et vaccins, ce qui a été critiqué par la suite,. Par conséquent, il a été décidé en 2011 de ne pas réapprovisionner ses stocks et de s'appuyer davantage sur l'approvisionnement chinois et la logistique juste à temps.
En 2010, le stock français comprenait 1 milliard de masques chirurgicaux et 600 millions de masques FFP2. Au début de 2020, il n'était plus que de 150 millions de masques chirurgicaux et de zéro FFP2.
Alors que les stocks ont été progressivement réduits, une justification de 2013 a déclaré l'objectif de réduire les coûts d'acquisition et de stockage, distribuant désormais cet effort à toutes les entreprises privées comme une meilleure pratique facultative pour assurer la protection de leurs travailleurs[incompréhensible]. Cela était particulièrement pertinent pour les masques FFP2, plus coûteux à acquérir et à stocker.
Alors que la pandémie de coronavirus en 2020 en France a eu un impact croissant sur les fournitures médicales, les masques et les fournitures d'EPI ont été faibles et ont provoqué l'indignation nationale. La France a besoin de 40 millions de masques par semaine, selon le président français Emmanuel Macron. La France a demandé à ses quelques usines de fabrication de masques de travailler 24 heures sur 24 et 7 jours sur 7 et de porter la production nationale à 40 millions de masques par mois. Le législateur français a ouvert une enquête sur la gestion passée de ces valeurs stratégiques.

#### Concours[pasclair]de fournitures
Des pays comme la Grande-Bretagne, la France, l'Allemagne, la Corée du Sud, Taïwan, la Chine, l'Inde et d'autres ont initialement réagi à l'épidémie en limitant ou en interdisant les exportations de fournitures médicales pour protéger leurs citoyens, notamment en annulant les ordonnances[pas clair] que d'autres pays avaient déjà obtenues,.
L'Allemagne a bloqué les exportations de 240 000 masques à destination de la Suisse, et a également stoppé des expéditions similaires vers la région de Bohême centrale,.
Une entreprise française, Valmy SAS, a été contrainte de bloquer une commande d'envoi d'EPI au Royaume-Uni, après que le représentant britannique de l'entreprise a déclaré à CNN que la commande avait été bloquée par des douaniers sur la côte française.
La Turquie a bloqué une cargaison de ventilateurs achetée par deux gouvernements régionaux espagnols à une entreprise turque, invoquant le risque d'une pénurie nationale pour conserver les ventilateurs en Turquie, 116 ventilateurs ont été libérés plus tard.
Alors que la pandémie commençait à s'aggraver, les gouvernements ont commencé à utiliser des tactiques fortes, y compris même des moyens subreptices pour obtenir les fournitures médicales nécessaires pour lutter contre le coronavirus, soit en payant plus d'argent pour réacheminer, soit en saisissant un tel équipement.
Le Premier ministre slovaque Peter Pellegrini a déclaré que le gouvernement préparait une valeur en espèces de 1,2 million d'euros (1,3 million d'US dollars) pour acheter des masques à un fournisseur chinois sous contrat. Il a ensuite déclaré : « Cependant, un revendeur allemand est venu en premier, a payé plus cher pour l'expédition et l'a achetée. »,.
Le législateur ukrainien Andriy Motovylovets a également déclaré que « nos consuls qui se rendent dans les usines trouvent leurs collègues d'autres pays (Russie, États-Unis, France, Allemagne, Italie, etc.) qui essaient d'obtenir nos commandes. Nous avons payé d'avance par virement bancaire et avons signé des contrats. Mais ils ont plus d'argent, en espèces. Nous devons nous battre pour chaque expédition. »
Les autorités de Saint-Marin ont déclaré avoir organisé un virement bancaire à un fournisseur à Lugano, en Suisse, pour payer un demi-million de masques à partager avec des voisins italiens. Cependant, le camion est venu vide, car un ou plusieurs acheteurs étrangers non identifiés en ont proposé davantage.
L'Allemagne a confisqué 830 000 masques chirurgicaux qui arrivaient de Chine et qui étaient destinés à l'Italie. Bien que les autorités italiennes aient réussi à persuader l'Allemagne de les libérer, personne en Allemagne n'a retrouvé les masques qui avaient été saisis,.
Les douanes françaises ont saisi des camions remplis de 130 000 masques faciaux et des boîtes de désinfectants à destination du Royaume-Uni dans ce qui a été décrit comme un « acte ignoble » par le gouvernement britannique.
Les douanes italiennes ont saisi quelque 800 000 masques et gants jetables importés qui étaient sur le point d'être envoyés en Suisse.
Le 22 mars, l'Italie a déclaré que les 680 000 masques et respirateurs qu'elle avait commandés à la Chine avaient été confisqués par la douane de la République tchèque, qui avait déclaré l'avoir fait dans le cadre d'une opération de lutte contre la traite des êtres humains. Bien qu'elle ait reconnu l'erreur, la République tchèque a conservé 380 000 des équipements saisis tout en envoyant 110 000 articles en Italie à titre de compensation,,,.
La conseillère régionale d'Île-de-France, Valérie Pécresse, a allégué que certains Américains, dans leur recherche agressive de stocks de masques, avaient payé trois fois le prix en espèces de stocks en attente de chargement sur des transporteurs,. Cependant, Politico Europe a rapporté la revendication française comme « non fondée » et l'ambassade des États-Unis à Paris a déclaré que « le gouvernement des États-Unis n'a acheté aucun masque destiné à être livré de Chine en France. Les informations contraires sont complètement fausses. ».
Le 3 avril, Jared Moskowitz, chef de la Florida Division of Emergency Management (en) (en français : service gouvernemental de la gestion des urgences de l'État de Floride), a accusé la société américaine 3M de vendre des masques N95 directement à l'étranger contre de l'argent au lieu des États-Unis.
Moskowitz a déclaré que 3M a accepté d'autoriser les distributeurs et les courtiers à déclarer qu'ils vendaient les masques à la Floride, mais que son équipe depuis plusieurs semaines « se rend dans des entrepôts complètement vides ». Il a ensuite déclaré que les distributeurs américains agréés par 3M lui avaient dit plus tard que les masques sous contrat avec la Floride n'avaient jamais été livrés, car la société a plutôt priorisé les commandes qui arrivent plus tard, à des prix plus élevés, en provenance de pays étrangers (y compris l'Allemagne, la Russie et la France).
En conséquence, Moskowitz a souligné le problème sur Twitter en accusant 3M de « troll »,,. Forbes a rapporté que « environ 280 millions de masques dans des entrepôts aux États-Unis avaient été achetés par des acheteurs étrangers [le 30 mars 2020] et étaient destinés à quitter le pays, selon le courtier - et ce en « un » jour », provoquant d'énormes pénuries critiques de masques aux États-Unis,.
Le 3 avril, la société suédoise de soins de santé Mölnlycke a annoncé que la France avait saisi des millions de masques faciaux et de gants qu'elle avait importés de Chine en Espagne et en Italie. Le directeur général de la société, Richard Twomey, a dénoncé la France pour avoir « confisqué des masques et des gants même si ce n'était pas les siens. » C'est un acte extrêmement dérangeant et inconvenant. Mölnlycke estime qu'un total de « six millions de masques a été saisi par les Français. Tous avaient été contractés, dont un million de masques chacun pour la France, l'Italie et l'Espagne. Le reste était destiné à la Belgique, aux Pays-Bas, au Portugal et à la Suisse, qui jouit d'un statut commercial spécial avec l'UE. ». Le ministère suédois des Affaires étrangères a déclaré à l'Agence France-Presse : « Nous attendons de la France qu'elle cesse rapidement la réquisition de matériel médical et fasse ce qu'elle peut pour garantir la sécurité des chaînes d'approvisionnement et le transport des marchandises. Le marché commun doit fonctionner, en particulier en temps de crise. »,,.

#### Réutilisation des masques
| Les masques faciaux peuvent-ils être désinfectés pour être réutilisés ? | Les masques faciaux peuvent-ils être désinfectés pour être réutilisés ? | Les masques faciaux peuvent-ils être désinfectés pour être réutilisés ? | Les masques faciaux peuvent-ils être désinfectés pour être réutilisés ? | Les masques faciaux peuvent-ils être désinfectés pour être réutilisés ? | Les masques faciaux peuvent-ils être désinfectés pour être réutilisés ? |
| Méthode de nettoyage                                                    | Média de filtration sur fibre fondue                                    | Média de filtration sur fibre fondue                                    | Coton chargé d'électricité statique                                     | Coton chargé d'électricité statique                                     | E. coli. Désinfection                                                   |
| Méthode de nettoyage                                                    | Filtration (%)                                                          | Chute de pression (Pa)                                                  | Filtration (%)                                                          | Chute de pression (Pa)                                                  | E. coli. Désinfection                                                   |
| ----------------------------------------------------------------------- | ----------------------------------------------------------------------- | ----------------------------------------------------------------------- | ----------------------------------------------------------------------- | ----------------------------------------------------------------------- | ----------------------------------------------------------------------- |
| Masques avant traitement                                                | 96,76                                                                   | 8,33                                                                    | 78,01                                                                   | 5,33                                                                    | (pas d'E.coli)                                                          |
| 70 °C air chaud au four, 30 min.                                        | 96,60                                                                   | 8,00                                                                    | 70,16                                                                   | 4,67                                                                    | > 99 %                                                                  |
| Lumière ultraviolette, 30 min.                                          | 95,50                                                                   | 7,00                                                                    | 77,72                                                                   | 6,00                                                                    | > 99 %                                                                  |
| 5 % d'alcool trempé, séchant                                            | 56,33                                                                   | 7,67                                                                    | 29,24                                                                   | 5,33                                                                    | > 99 %                                                                  |
| À base de chlore, 5 min.                                                | 73,11                                                                   | 9,00                                                                    | 57,33                                                                   | 7,00                                                                    | > 99 %                                                                  |
| Vapeur d'eau bouillante, 10 min.                                        | 94,74                                                                   | 8,00                                                                    | 77,65                                                                   | 7,00                                                                    | > 99 %                                                                  |

La pénurie de masques médicaux à usage unique et les rapports de réutilisation sur le terrain conduisent à se demander quel processus pourrait correctement désinfecter ces équipements de protection individuelle (EPI) sans altérer leur capacité de filtrage.
Les masques FFP2 peuvent être désinfectés par vapeur à 70 °C permettant des réutilisations.
L'utilisation d'alcool est déconseillée car il altère la charge statique des microfibres du masque N95 qui aide à la filtration.
Le chlore est également déconseillé car ses fumées peuvent être nocives.
Les auteurs mettent en garde contre les réutilisations par des non-professionnels, soulignant que même les méthodes les mieux notées peuvent dégrader le masque si elles ne sont pas effectuées correctement.
Une étude singapourienne n'a trouvé aucune contamination sur le masque après un bref entretien avec des patients porteurs du virus de la Covid-19, suggérant que les masques pourraient être réutilisés pour les soins de plusieurs patients. Une partie du coronavirus SARS-CoV-2 peut survivre à une longue exposition à 60 °C.
Les fabricants ont conçu des boîtes de désinfection contrôlées par carte électronique Arduino, avec des contrôles de température, pour réutiliser en toute sécurité les masques chirurgicaux et N95.
La désinfection au gaz permet dix réutilisations.

#### Masques de bricolage[pasclair]
À la suite de la pénurie de masques N95, les volontaires ont créé une alternative NanoHack imprimée en 3D. Ce masque imprimé permet d'utiliser un masque chirurgical coupé à la main comme filtres à particules fines.
Étant donné la rareté des masques et l'ambiguïté sur leur efficacité, les particuliers et les bénévoles ont commencé à produire des masques en tissu pour eux-mêmes ou pour d'autres. Divers designs sont partagés en ligne pour faciliter la création.

### Écran facial médical
Réagissant à la pénurie d'écrans faciaux, des bénévoles de la communauté des créateurs dotés de capacités d'impression 3D ont lancé un effort pour produire des écrans faciaux pour le personnel hospitalier.
Le 24 mars, alors que l'épidémie s'étendait, la YouTubeuse française Heliox a annoncé sa volonté de produire des écrans faciaux gratuitement en 3D et, en s'appuyant sur la conception d'un autre fabricant. Elle a été rapidement contactée par les hôpitaux locaux, les centres de santé et d'autres professionnels de la santé demandant une livraison rapide des écrans faciaux.
La popularité visible de son initiative a amené d'autres fabricants de 3D à se joindre à l'effort et à offrir leur aide dans d'autres régions pour connecter les établissements de santé avec les fabricants à proximité.
Le 30 mars, le New York Times a publié une vidéo sur les pénuries liées au COVID-19 et les solutions de bricolage des personnels de santé.
La compagnie Apple a annoncé la sortie de son produit écran facial (en) le 5 avril.
 Masque facial médical imprimé en 3D créé en réponse à la pénurie médicale de COVID19 

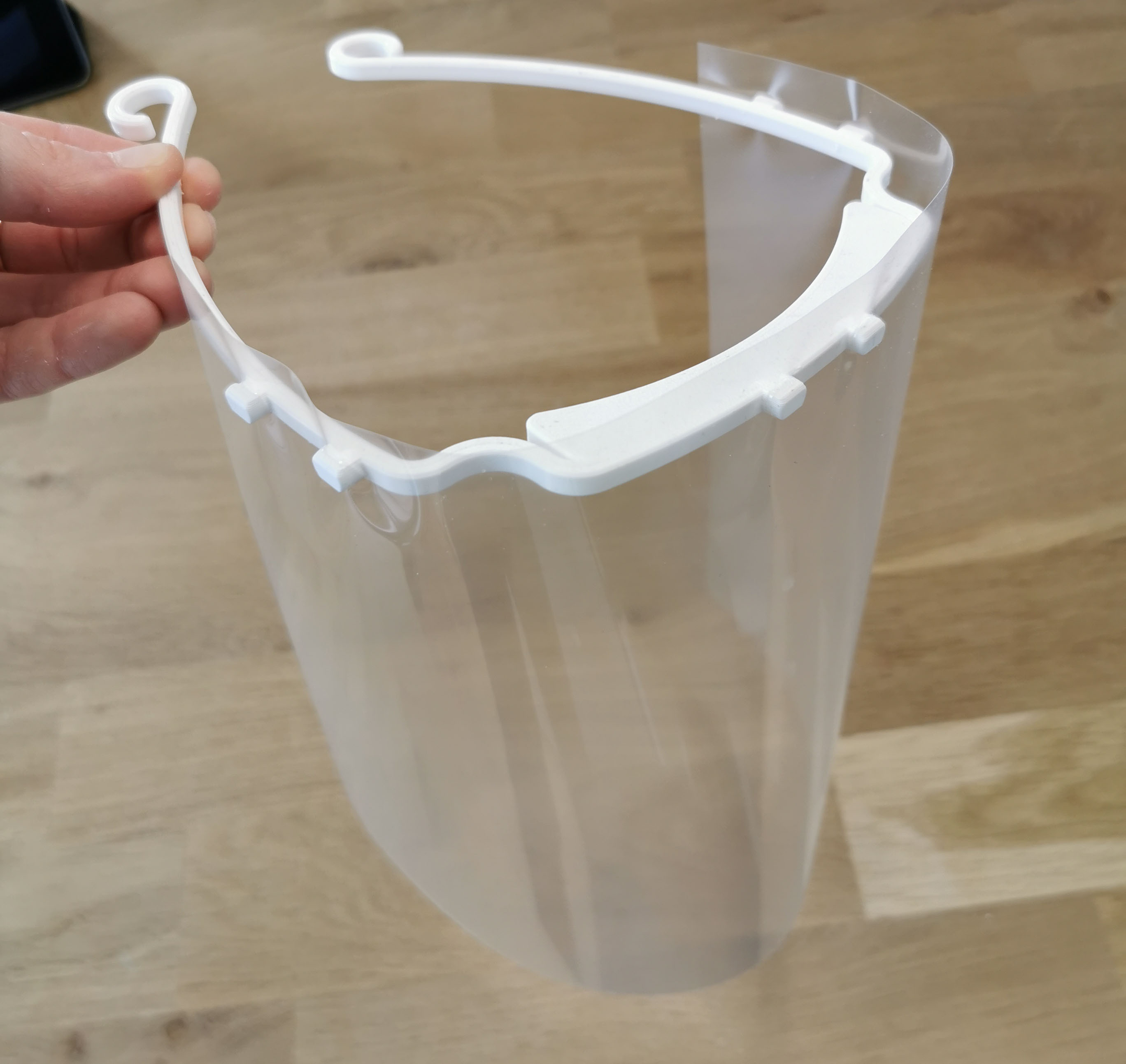
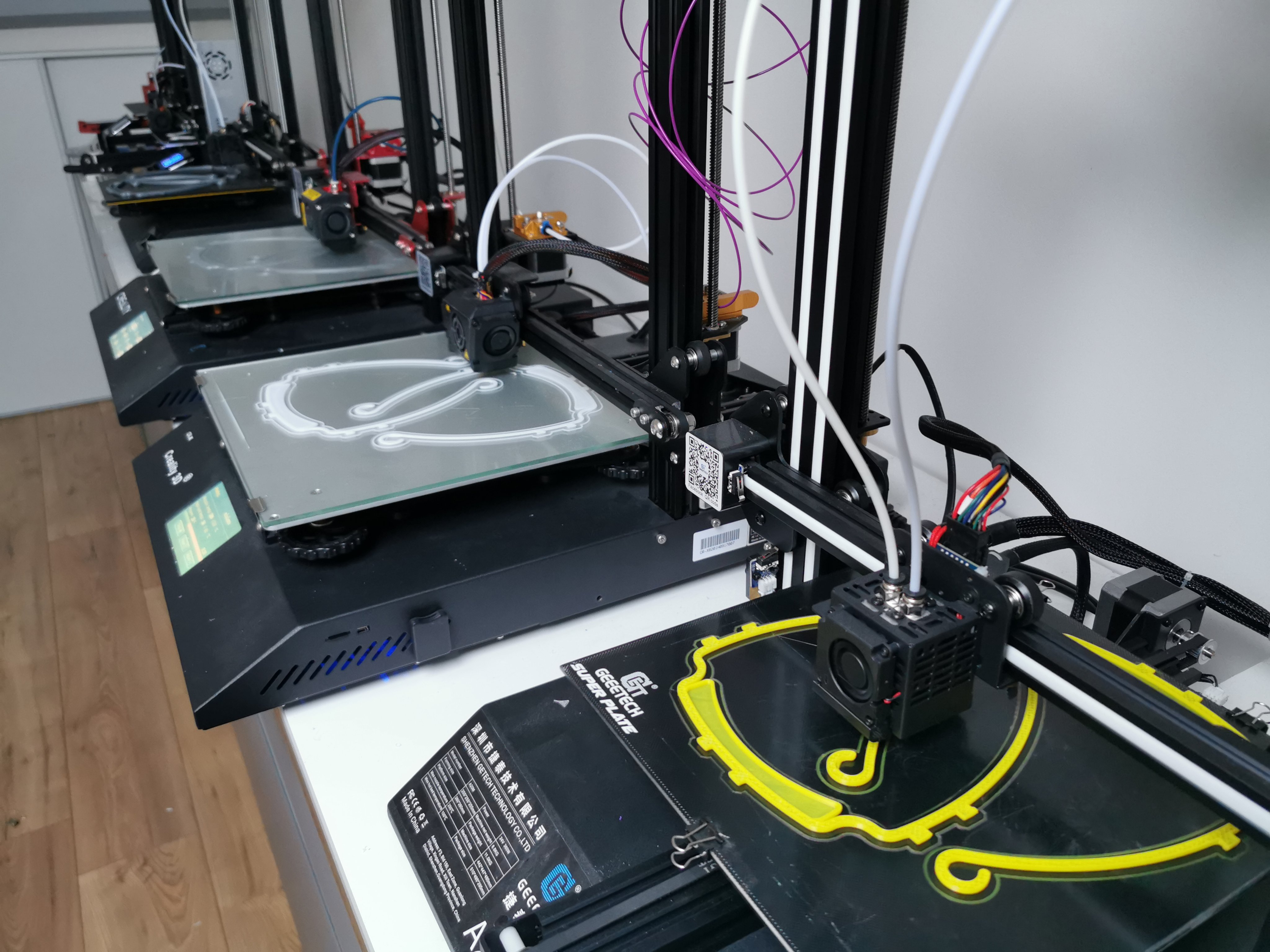
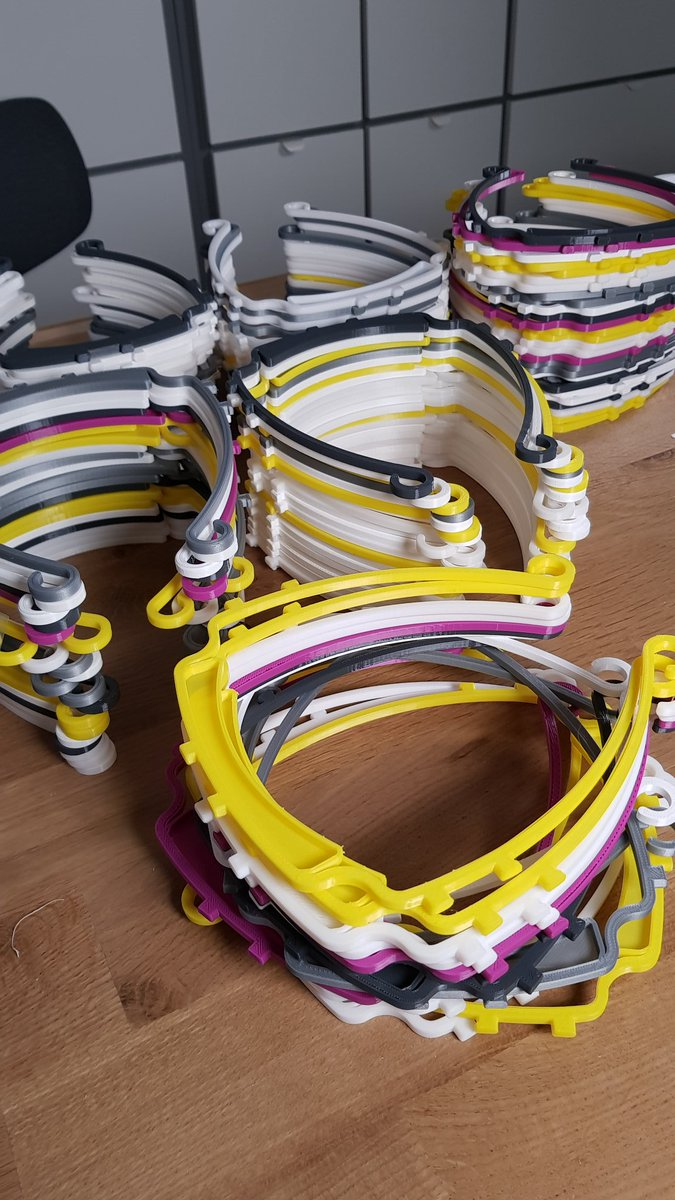
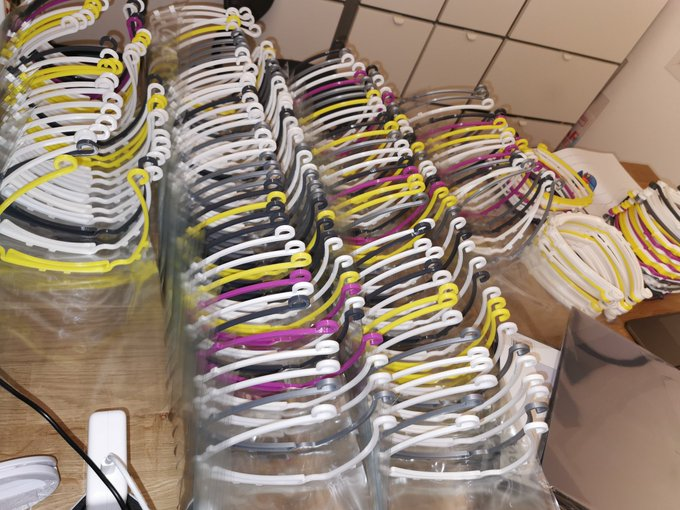

## Dispositifs de soins médicaux
La disponibilité de lits en soins critiques (réanimation ou soins intensifs), de ventilation mécanique, et d'appareils ECMO généralement étroitement associés aux lits d'hôpitaux (en) a été décrite comme un goulot d'étranglement critique pour répondre à la pandémie de coronavirus en cours en 2020. L'absence de tels dispositifs a considérablement augmenté le taux de mortalité de COVID-19.

### Masque d'oxygénation

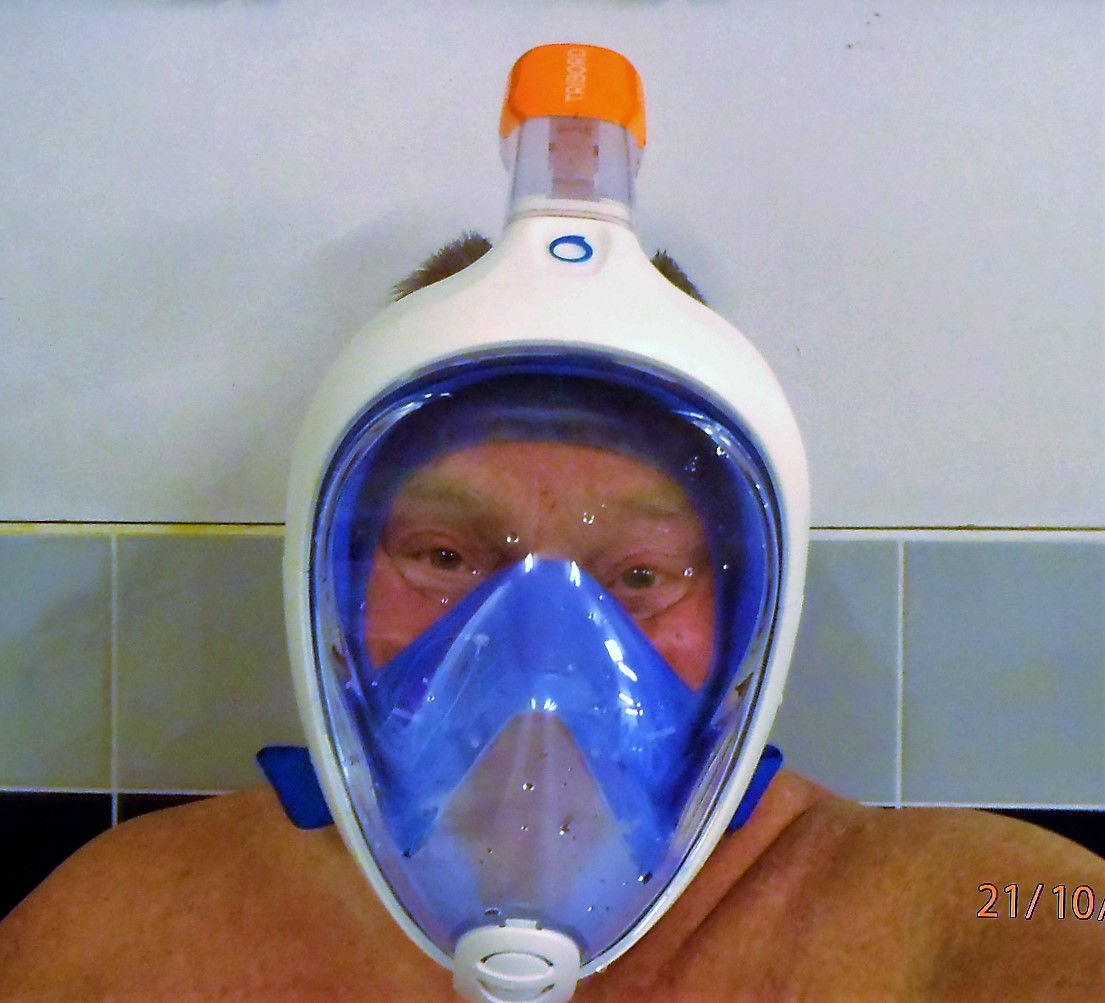
Les masques de plongée en apnée ont été adaptés en masques d'oxygénation via des modifications mineures et des adaptateurs imprimés en 3D.

Des masques de plongée en apnée ont été adaptés en masques respiratoires d'urgence pour la distribution d'oxygène via l'utilisation d'adaptateurs imprimés en 3D et des modifications minimes du masque d'origine,,.
Selon les lois italiennes relatives aux soins médicaux où le projet a lieu, l'utilisation par le patient nécessite une déclaration d'acceptation signée de l'utilisation d'un appareil biomédical non certifié. Le projet fournit gratuitement les fichiers 3D, ainsi que deux formulaires pour enregistrer les hôpitaux dans le besoin et les fabricants 3D désireux de produire des adaptateurs.
En France, le principal producteur de vêtements de sport et de masques de plongée en apnée, Decathlon, a bloqué ses ventes de ces masques pour les rediriger vers le personnel médical, les patients et les fabricants de 3D.
Une collaboration internationale comprenant Decathlon, BIC, Stanford et d'autres acteurs est en bonne voie pour augmenter la production pour les besoins internationaux.

### Lits de soins critiques LSC
Tant les pays développés que les pays en développement connaissent ou feront face à une pénurie de CCB (critical care beds), en français LSC pour lits de soins critiques (réanimation et soins intensifs), mais la situation devrait être plus intense dans les pays en développement en raison de la baisse des niveaux d'équipement.
Début mars, le gouvernement britannique a soutenu une stratégie de développement de l'immunité naturelle des troupeaux, suscitant de vives critiques de la part du personnel médical et des chercheurs. Diverses prévisions de l'équipe d'intervention COVID-19 de l'Imperial College (en), rendues publiques le 16 mars, suggèrent que le nombre maximal de cas au Royaume-Uni nécessiterait entre 100 et 225 CCB / 100 000 habitants si des mesures d'atténuation appropriées ou aucune stratégie d'atténuation ne sont mises en place. respectivement en vigueur. Ces exigences dépasseraient toutes les deux les capacités actuelles du Royaume-Uni de 6,6 –14 CCB / 100 000 habitants. Dans le meilleur des cas, la charge de travail maximale nécessiterait 7,5 fois le nombre actuel de lits de soins intensifs disponibles. Vers le 16 mars, le gouvernement britannique a changé de trajectoire vers une stratégie d'atténuation / suppression plus standard.
En France, vers le 15 mars, la région du Grand Est a été la première à exprimer la pénurie de LSC limitant sa gestion de la crise.
Le 17 mars, l'Assistance-publique Hôpitaux de Paris (AP-HP), qui gère la plupart des hôpitaux de la capitale française (~ 10 millions d'habitants), a signalé la nécessité de 3 000 à 4 000 de lits de réanimation supplémentaire. La capacité actuelle se situerait entre 1 500 et 350 selon Le Monde.
En France, en raison de la pénurie de lits d'hôpitaux de soins critiques dans les régions de Grand Est et d'Île-de-France, des patients sévères en syndrome de détresse respiratoire aiguë mais stables et assistance respiratoire ont été transférés vers d'autres centres médicaux régionaux en France, en Allemagne, en Autriche, au Luxembourg et en Suisse.

### Ventilation mécanique
Le respirateur permettant la ventilation mécanique a été appelée « l'appareil qui devient le décideur entre la vie et la mort » pour les patients COVID-19 car la COVID-19 est une maladie respiratoire qui, dans environ 5 % des cas, nécessite de recourir dans sa forme grave à cet appareil en pénurie.
Cette pénurie est endémique dans les pays en développement. Dans ce cas, certaines stratégies de triage ont été discutées préalablement. Une stratégie consiste à classer le patient sur des critères tels que :
- les perspectives de survie à court terme ;
- les perspectives de survie à long terme ;
- le stade des considérations liées à la vie ;
- la grossesse ;
- l'égalité des chances.

La durée fréquente de 15 à 20 jours de l'intubation pour récupérer est un facteur important de la pénurie de respirateur.
Un moyen important de réduire la demande de respirateurs est l'utilisation d'oxygénation en pression positive avec des dispositifs CPAP en premier recours permettant de retarder ou d'éviter l'intubation et la mise sous respirateur. Pour cette raison, les appareils CPAP eux-mêmes sont devenus un élément rare.

#### Évaluations des officiels
Dans les années 2000, le CDC américain a estimé une pénurie de 40 à 70 000 respirateurs en cas de grippe pandémique.
De cette évaluation est né le Projet Aura, une initiative publique-privée visant à concevoir un respirateur mécanique peu chère à 3 000 $, simple à produire en série et capable de remplir le stock stratégique national (en).
Le Newport Medical Instruments a obtenu le contrat de conception et de fabrication de prototypes (2011) des respirateurs aux responsables du CDC, et s'attendait à profiter plus tard du produit en pénétrant le marché privé où les appareils concurrents étaient vendus plus chers à 10 000 $.
En avril 2012, les responsables américains de la santé et des services sociaux ont confirmé au Congrès américain que le projet devait être déposé pour approbation par le marché fin 2013, après quoi l'appareil entrerait en production de masse.
Mais en mai 2012, le conglomérat médical Covidien, un acteur majeur du marché de la ventilation mécanique, a acquis Newport pour 12 milliards de dollars US. Cependant, le conglomérat Covidien a rapidement demandé d'annuler le contrat du projet Aura qui n'était pas suffisamment rentable. D'anciens dirigeants de Newport, des représentants du gouvernement et des dirigeants de sociétés de ventilation rivales soupçonnent Covidien d'avoir acquis Newport pour empêcher la fabrication bon marché du respirateur à 3 000 dollars US et de perturber une opération rentable.
En 2015, Covidien a fusionné avec Medtronic. Un nouveau contrat du projet Aura a été recherché et signé avec Philips Healthcare.
En juillet 2019, la FDA a signé pour 10 000 unités de leur respirateur portable Trilogy Evo, qui seront livrées au SNS d'ici la mi-2020.
Le 25 mars, le gouverneur de l'État de New York, Andrew Cuomo, a fait une conférence de presse COVID-19 d'une heure, soulignant l'attente d'une grave pénurie de respirateurs et leur importance pour maintenir la vie dans les cas graves de COVID-19.
Cuomo a déclaré que l'État de New York aurait finalement besoin d'environ 30 000 respirateurs pour gérer l'afflux, alors qu'il n'en avait que 4 000 au 25 mars.
Le 27 mars, le président Trump a exprimé des doutes quant à la nécessité, disant : « Je ne pense pas que vous ayez besoin de 40 000 ou 30 000 respirateurs ». Le président Trump a résisté aux appels pour forcer les entreprises à les produire. Plus tard le 27, le président a accédé à des appels pour aider les États à acheter des respirateurs, en utilisant la loi de défense sur la production (en), bien que des craintes persistent que l'approvisionnement ne se fasse pas à temps pour éviter de graves pénuries.

#### Fournisseurs industriels
En Europe, la société Löwenstein Medical, qui produit 1 500 respirateurs de niveau ICU et 20 000 respirateurs de niveau domestique par an pour la seule France, a souligné la forte demande actuelle et la pénurie de production.
Basés en Europe, tous leurs composants sont européens et ne dépendent pas de la chaîne d'approvisionnement chinoise.
En ce qui concerne la montée en puissance de la production, il a été suggéré d'augmenter la production de respirateurs à domicile, plus basiques et qui peuvent être assemblés en une demi-heure, mais capables de soutenir les patients atteints du syndrome de détresse respiratoire aiguë.
Le goulot d'étranglement actuel est principalement une question de ressources humaines qualifiées.
Dans le statu quo, les respirateurs de niveau USI doivent être renouvelés tous les 10 à 15 ans.
En raison de la pandémie de coronavirus, l'Allemagne et d'autres pays européens ont commencé à prendre le contrôle de l'approvisionnement de l'entreprise.
En Chine, les fabricants locaux font la course pour répondre à la demande.
Medtronic a rendu les spécifications de conception des respirateurs accessibles au public mais les questions de licence restent non clarifiées.

#### Ventilateurs improvisés

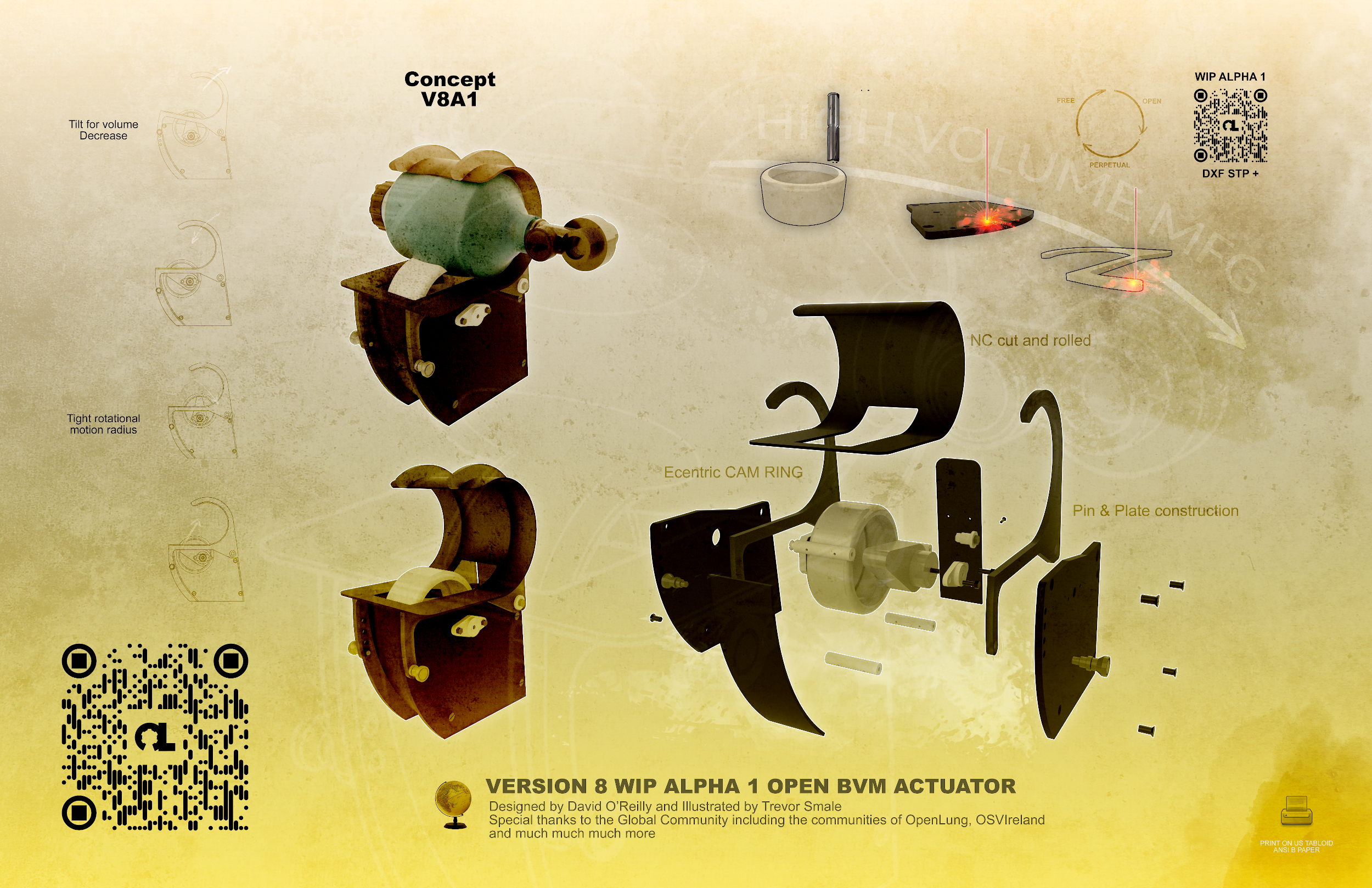
Le projet OpenLung d'Open Source Ventilator, une conception de ventilateur mécanique open source, à faibles ressources et à déploiement rapide, utilise un masque à valve de sac (BVM ou Ambu-bag) comme composant de base.

Les fabricants de 3D ont travaillé sur divers dispositifs ou adaptations de ventilation alternatifs à faible coût.
L'anesthésiste Dr Alan Gauthier de l'Ontario, au Canada, a transformé un ventilateur à un seul patient en un appareil pour neuf patients grâce à une vidéo YouTube de 2006 de deux médecins de Détroit.
La méthode utilise des tubes en T pour diviser le flux d'air et multiplier le nombre de patients bénéficiant d'une assistance respiratoire.
En Irlande, des bénévoles ont lancé le projet Open Source Ventilatoren collaboration avec le personnel médical.
En Italie, la journaliste et directrice de journal locale Nunzia Vallini du Brescia Daily (en) a été informée que l'hôpital de Chiani voisin manquait de valves qui mélangent l'oxygène avec l'air et sont donc un élément essentiel des dispositifs de réanimation.
Le fournisseur de valves était lui-même en rupture de stock, entraînant la mort de patients. Vallini a contacté le fondateur du FabLab, Massimo Temporelli, qui a invité Michele Faini, experte en fabrication d'impression 3D et concepteur en recherche et développement chez Lonati SpA à se joindre à un effort d'impression 3D.
Lorsque le fournisseur n'a pas souhaité partager les détails de la conception, il a procédé à une ingénierie inverse des vannes et a produit une série limitée à but non lucratif pour les hôpitaux locaux.
Pour répondre aux exigences biomédicales pouvant résister à une désinfection périodique, Lonati SpA a utilisé ses imprimantes 3D SLS pour imprimer environ 100 valves en Nylon PA12 (en).
Faini et Temporelli reconnaissent toujours les limites de leur production : l'impression 3D ne pouvant atteindre la qualité et le contexte stérilisé des vannes d'origine et du processus de fabrication.
Contrairement aux rumeurs en ligne, les valves ne coûtent pas 10 000 dollars US chacune et le fabricant d'origine n'a pas menacé de poursuivre l'équipe des imprimantes 3D.
Les hackers du projet Ventilator ont réfléchi pour proposer de remplacer les appareils CPAP (masques d'apnée du sommeil) comme ventilateurs, de pirater des respirateurs simples pour diviser le flux d'air et de traiter plusieurs patients, et d'utiliser des avions au sol comme installations de traitement pour tirer parti de leur oxygène unique - infrastructure de masque par siège.
Des ingénieurs familiarisés avec la conception et la production d'appareils, des professionnels de la santé qui connaissent les appareils respiratoires existants et des avocats capables de naviguer dans les réglementations de la FDA si les besoins se présentent sont des participants clés parmi les 350 volontaires impliqués.
L'avenue centrale d'exploration est d'abandonner les caractéristiques les plus avancées de la ventilation mécanique moderne, qui comprend des couches d'électronique et des systèmes de surveillance des patients, pour se concentrer uniquement sur la respiration assistée par un flux d'air sous pression.
Le groupe cherche, par exemple, à étudier un ancien modèle de « respirateur d'urgence militaire » des laboratoires Harry Diamond (en).
Tout en espérant qu'ils seront en mesure de soumettre une conception viable et pouvant être produite en série, plusieurs questions subsistent à ce niveau ultérieur : chaîne de production en série, approbation de la FDA, formation du personnel, disponibilité du personnel et, éventuellement, les besoins réels sur les champs de bataille à venir.
Une équipe du MIT a conçu un respirateur d'urgence.

### ECMO
L'oxygénation de la membrane extracorporelle est un appareil capable de remplacer à la fois les poumons et le cœur du patient.
Depuis le 6 février 2020, la communauté médicale a été encouragée à établir des critères de triage des patients ECMO.

## Établissements

### Hôpitaux
Alors que la situation de Wuhan empirait et pour aider l'hôpital central débordé de Wuhan et le Dabie Mountain Regional Medical Centre (en) centre médical régional de Dabie Mountain, la Chine a construit deux hôpitaux de campagne d'urgence en quelques jours: l'hôpital Huoshenshan et l'hôpital Leishenshan.
Les hôpitaux ont été progressivement supprimés en mars 2020,.
Le 23 mars, le lieutenant-général Todd T. Semonite (en), chef du US Army Corps of Engineers, a signalé un effort continu pour louer des installations existantes telles que des hôtels, des dortoirs d'université (en) et une plus grande salle pour les convertir temporairement en installations médicales.
Le 16 mars, le président français Emmanuel Macron a annoncé que serait installé un hôpital militaire à Mulhouse dans la région du Grand-Est, pour fournir jusqu'à 30 lits en soins intensifs. L'hôpital a été installé 7 jours plus tard.
Au 8 mars, la Lombardie avait créé 482 nouveaux lits de soins intensifs. Le directeur des soins intensifs de Lodi a rapporté que chaque mètre carré, chaque allée de l'hôpital avait été réaménagé pour les patients COVID-19 sévères, augmentant les lits en soins intensifs de 7 à 24. À Monza, 3 nouveaux services de 50 lits chacun ont été ouverts le 17 mars. À Bergame, la gastrologie, la médecine interne, les services de neurologie ont été réorientés.
Au Royaume-Uni, la quasi-totalité du stock de lits de santé privé a été réquisitionnée, fournissant 8 000 lits supplémentaires. Trois hôpitaux de Nightingale ont été créés par le NHS England (en), avec les militaires, pour fournir 10 à 11 000 lits de soins intensifs supplémentaires, un autre hôpital de 1 000 lits créé en Écosse et un hôpital de 3 000 lits au Principality Stadium de Cardiff. Des services temporaires ont été construits dans les parkings des hôpitaux et les services existants ont été réorganisés pour libérer 33 000 lits en Angleterre et 3 000 en Écosse pour les patients COVID-19.
Un hangar à l'aéroport international de Birmingham a été converti en une morgue de 12 000 corps.

### Morgues
La pénurie de morgues à New York a conduit la ville à proposer un enterrement temporaire dans les parcs.

## Professionnel de santé
Il existe de nombreux facteurs à la pénurie de personnel de santé.
- Tout d'abord, la demande excédentaire due à la pandémie.
- Deuxièmement, la nature spécialisée des soins aux personnes gravement malades et le temps nécessaire pour se former à de nouvelles méthodes de travail pour prévenir la contamination croisée, dans certains cas avec de nouveaux types d'équipements de protection (EPI).
- Le troisième facteur est la perte de personnel à cause de la pandémie, principalement parce qu'ils s'auto-isolent avec des symptômes (qui peuvent ne pas être liés) ou parce qu'un membre du foyer familiale présente des symptômes, mais aussi en raison des effets à long terme de la maladie ou du décès. Ce dernier cas s'applique à l'ensemble du système de santé et rend plus difficile le recrutement de professionnels de santé non COVID.

Les mesures d'atténuation utilisées comprennent le recrutement de médecins militaires et sportifs, des internes de dernière année en formation, du personnel du secteur privé et le recrutement de retraités et de ceux qui ont quitté le secteur médical.
Pour les postes non médicaux, du personnel a été recruté dans d'autres secteurs.

### Surcharge des patients
Face à la perspective d'un afflux ingérable de patients à la fois dans sa ville et dans d'autres États-Unis, le maire de New York, Bill de Blasio, a appelé le gouvernement fédéral américain à recruter du personnel médical supplémentaire pour répondre à la demande.
Il a suggéré de recruter à partir d'un bassin qui comprend des médecins et des infirmières à la retraite, des chirurgiens privés et d'autres qui ne s'occupent pas activement des patients COVID-19, et il a proposé de les affecter et de les réaffecter selon les besoins à différentes parties du pays en fonction des villes et des États attendus à être le plus durement touché à un moment donné.

### Isolement et traumatisme
En Chine, le personnel médical s'isole des familles et subit une forte pression émotionnelle.
Un traumatisme psychologique est attendu chez les professionnels de la santé.

### Maladie et mort
En France, au moins 20 médecins sont décédés et 100 en Italie de la COVID-19.
En Lombardie, en Italie, avec l'épidémie de mi-mars 2020, le personnel médical a signalé un niveau élevé de personnel malade. À Lodi, des médecins d'autres services ont été appelés pour s'occuper des patients de Covid.
À Crémone, le nombre d'entrées de patients était trois fois plus élevé que d'habitude alors que les services fonctionnaient avec 50 % de leur personnel.
Le 12 mars, 8 % des 13 382 cas en Italie étaient des agents de santé.
Il a également été signalé qu'entre 5 et 10 % des décès étaient dus à du personnel médical.
Le 17 mars, l'un des plus grands hôpitaux de la région de Bergame a manqué de lits de soins intensifs, les patients ont été transportés par hélicoptère vers d'autres régions.
Environ 14 % des cas espagnols sont du personnel médical.

## Produits pharmaceutiques
- Médicament pour inhalateur[142].
- Gel hydroalcoolique[143].

## Biens de consommation

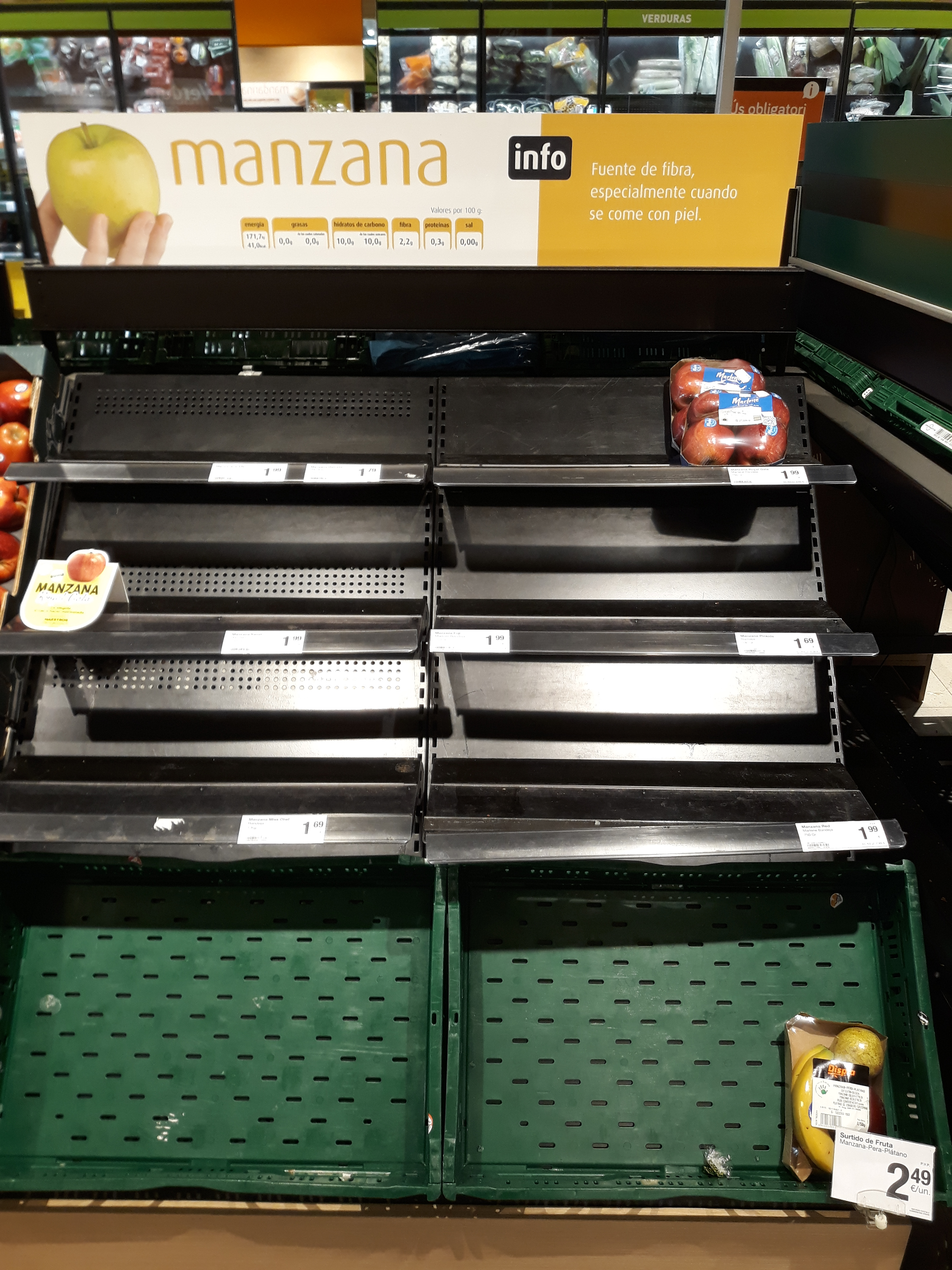
Près d'étagères vides dans un supermarché Consum, avec de nombreux produits présentés en arrière-plan. 14 mars 2020.

Certaines marchandises quotidiennes ont connu des pénuries en raison à la fois de perturbations des chaînes d'approvisionnement et de pics de demande,.
Une vague d'achats de panique a conduit à des étagères vides dans les épiceries.
Les produits touchés comprenaient du papier hygiénique, un désinfectant pour les mains, des produits de nettoyage et des aliments en conserve,.
Divers articles de consommation ont été signalés en pénurie locale en raison de la perturbation de la chaîne d'approvisionnement ou d'une demande inhabituelle, y compris des congélateurs, billets de 100 $ (sur une banque à New York), de puzzles,, de Kettlebells, de sang, de levure de boulangerie, de chiens et chats pour adoption à New York, de PlayStation 4, de Nintendo Switch et Nintendo Switch Lite, d'ordinateurs portables et tablettes et de petits lingots d'or et pièces d'or.
Il existe aussi dans la construction des pénuries pour l'acier, le ciment, l'isolation, le béton, la peinture, le plâtre et les plaques de plâtre, etc.. Une pénurie de bois d’œuvre mondiale et une explosion des prix s'est aussi produite, liée au COVID.

### Préservatifs
Fin mars et début avril, des inquiétudes concernant une pénurie mondiale de préservatifs sont apparues après que certaines usines qui fabriquent des préservatifs ont été contraintes de fermer ou de réduire leurs activités, conformément aux ordonnance de maintien à domicile (en) imposées par le gouvernement, notamment Karex (en), basée en Malaisie, premier producteur mondial de préservatifs.
Cela a été aggravé par des retards de livraison dus à des restrictions plus importantes sur les importations et le fret, comme la quarantaine égyptienne sur les expéditions de préservatifs.
La possibilité d'une pénurie de préservatifs a été particulièrement préoccupante pour les groupes axés sur la contraception et la prévention du VIH en Afrique.

### Papier hygiénique et autres produits en papier
La pandémie a entraîné des pénuries de papier hygiénique dans divers pays, notamment en Australie, à Singapour, à Hong Kong, au Canada, au Royaume-Uni et aux États-Unis.
En mars 2020, dans de nombreux magasins de ces pays, les acheteurs ont signalé des étagères vides dans la section du papier toilette ainsi que dans les sections des produits connexes tels que les serviettes en papier, les mouchoirs et les couches.
Initialement, une grande partie de cela était imputée à l'achat de panique.
Les consommateurs ont commencé à craindre à la fois une perturbation de la chaîne d'approvisionnement et la possibilité d'être contraints à des quarantaines prolongées qui les empêcheraient d'acheter du papier hygiénique et des produits connexes, malgré l'assurance de l'industrie et du gouvernement que ni l'un ni l'autre ne se produirait probablement.
En conséquence, certains consommateurs ont commencé à accumuler du papier toilette, ce qui a conduit à des rapports d'étagères vides, ce qui a à son tour fait craindre une pénurie de papier toilette qui a incité d'autres à stocker également du papier toilette,.
Cependant, au début d'avril 2020, des facteurs supplémentaires autres que l'achat de panique ont été identifiés comme causes de la pénurie de papier toilette.
En particulier, en raison des ordonnance de maintien à domicile (en), les gens ont passé beaucoup moins de temps dans les écoles, les lieux de travail et d'autres lieux publics et beaucoup plus de temps à la maison, utilisant ainsi moins souvent les toilettes publiques et les toilettes à domicile plus fréquemment.
Cela a provoqué une pression sur les chaînes d'approvisionnement, car les toilettes publiques et les toilettes domestiques utilisent généralement deux qualités différentes de papier toilette : le papier toilette commercial et le papier toilette grand public, respectivement.
La société Georgia-Pacific a prédit une augmentation de 40 % de l'utilisation de papier hygiénique à la consommation du fait que les gens restent à la maison.
En raison des différences dans la taille des rouleaux, l'emballage et les réseaux d'approvisionnement et de distribution entre les deux catégories, les fabricants de papier hygiénique devraient avoir du mal à déplacer la production pour répondre au transfert de la demande de l'utilisation commerciale à la maison, conduisant à des pénuries persistantes même après que les achats de panique aient diminué.

## Autres
En France, en raison de la fermeture des frontières et de l'impossibilité pour les travailleurs saisonniers étrangers de venir, le ministre de l'Agriculture du gouvernement a appelé des volontaires sans emploi à contacter les fermes de fraises et à aider à récolter la récolte pour le salaire minimum habituel.
Les souris de laboratoire sont abattues et certaines souches risquent de manquer en raison du confinement.
Aux États-Unis, la distanciation sociale a entraîné une pénurie de don de sang.